# Kernwapenontmanteling

Het aantal kernwapens van de Verenigde Staten (blauw) en de Sovjet Unie/Rusland (rood) tussen 1945 en 2014

Kernwapenontmanteling is het proces dat ervoor zorgt dat kernwapens worden ontmanteld. Vooral na de Koude Oorlog is dit proces in gang gezet.

## Geschiedenis

### Na de Tweede Wereldoorlog
Nadat men erachter was gekomen wat voor vernietigende kracht een kernbom bezit, probeerde de Verenigde Staten in de eerste jaren de na de Tweede Wereldoorlog tot een systeem te komen van internationale controle op het gebruik van kernwapens.
Zo werd er gedacht aan een Atomic Development Authorithy. Deze zou beschikking hebben over alle kernenergie en ervoor zorgen dat op den duur geen enkel land meer in het bezit zou zijn van een voorraad atoombommen. In het plan-Baruch wordt hier nog aan toegevoegd dat op landen die in overtreding waren sancties zouden worden toegepast.

### Koude Oorlog
Deze plannen van de Verenigde Staten liepen echter stuk omdat ze geen overeenstemming konden bereiken met de Sovjet-Unie. Deze stonden namelijk wantrouwig tegenover de internationale inspectie. Toen dit wantrouwen alleen maar erger werd, was ook de Verenigde Staten een stuk minder bereid om hun voorsprong op kernenergie prijs te geven. Maar deze vorm van energie werd al ontdekt door de Sovjet-Unie zelf, later ook door het Verenigd Koninkrijk, Frankrijk, de Volksrepubliek China, India en in de jaren tachtig Israël, de Republiek Zuid-Afrika en Pakistan. De inval in Irak in 2003 was gemotiveerd door de vrees dat Irak beschikte over, of bezig was met de ontwikkeling van massavernietigingswapens, waaronder kernwapens.
Nadat men eind jaren vijftig en begin jaren zestig het verband ging leggen tussen kernenergie en het milieu en de mens, gingen ook de burgers protesteren. Deze bewegingen werden Ban-de-bom-bewegingen genoemd. Doordat de Koude Oorlog in deze tijd ook over zijn hoogtepunt was, kwam er eindelijk de periode waarin men ging praten over het gebruik van kernwapens en het bezit hiervan.

### NPV-verdrag
In 1963 kwam er een beperkt kernstopverdrag tot stand. Hierin stond dat men geen kernproeven meer mocht doen bovengronds, ondergronds mocht wel. Maar Frankrijk en China tekenden dit verdrag niet. Na moeizame onderhandelingen werd op 1 juli 1968 een non-proliferatieverdrag (NPV) getekend. Dit had ten doel om verdere verspreiding van kernwapens tegen te gaan. Dit verdrag werd door het Verenigd Koninkrijk, de Verenigde Staten en de Sovjet-Unie ondertekend. Later werden dit er meer. Het NPV trad in werking begin 1970 en had veel succes omdat het Internationaal Atoom Energie Agentschap de bevoegdheid had om landen te controleren. Toch deed India in 1974 zijn eerste kernproef.

### SALT-verdragen
Tijdens de totstandkoming van het NPV zegden de Sovjet-Unie en de Verenigde Staten toe te gaan onderhandelen over hun strategische wapens. Dit leidde in 1972 en 1979 tot een tweetal SALT-verdragen. SALT staat voor: Strategic Arms Limitation Talks.
- SALT 1: deze besprekingen waren al begonnen in 1969 en resulteerden in 1972 in het SALT 1 verdrag. Dit was geldig voor de komende 5 jaar en er stonden afspraken in over het aantal lanceerraketten dat zou worden bevroren. Dit verdrag werd gecombineerd met het ABM-verdrag (anti-ballistic missiles). Dit ging er over dat zowel de Verenigde Staten als de Sovjet-Unie over 2 raketafweersystemen mochten beschikken. In 1974 werd dit er een.
- SALT 2: was een verlenging van SALT 1 maar er werden wel enkele dingen toegevoegd zoals: gelijk aantal platforms, bommen enz. Dit verdrag werd gesloten op 18 juni 1979, maar werd niet bekrachtigd omdat de Sovjet-Unie zich ging inmengen in Afghanistan. Toch hielden beide landen zich aan de afspraken.

### START-verdragen
Na SALT 2 kwam START (getekend in 1991): Strategic Arms Reduction Treaty gaat over het daadwerkelijk verminderen van het aantal strategische kernwapens tussen de Verenigde Staten en de Sovjet-Unie. Besprekingen zijn begonnen in 1982. Het was een vervolg op de SALT onderhandelingen. Er werd behalve over het verminderen van kernwapens ook onderhandeld over het aantal kernladingen per raket. Later werd er ook nog een START 2 getekend; in dit verdrag stonden nog meer afspraken over het verminderen van kernwapens. Ondanks het feit dat beide verdragen zijn verlengd in 1996 heeft het echter niet verhinderd dat andere landen zoals Pakistan en India verdergingen met het testen en ontwikkelen van kernwapens. Maar ze gaven wel allebei te kennen dat ze de wapens niet zouden inzetten in een militair gevecht.

### CNTBT-verdrag
Op 24 september 1996 werd door 71 landen, waaronder de vijf landen met op dat moment nucleaire wapens, de Comprehensive Nuclear Test Ban Treaty getekend in New York. Deze overeenkomst verbiedt nucleaire proeven onder alle omstandigheden, zowel voor militair als civiel gebruik. Nog niet alle landen (waaronder de Verenigde Staten) hebben dit verdrag geratificeerd.

## Kernontwapeningsbeweging
Verzet tegen kernwapens begon op kleine schaal in de Verenigde Statenal in 1946, als reactie op Operation Crossroads, een serie kernproeven van de VS, uitgevoerd bij Bikini in juli 1946. In Japan, waar na de Tweede Wereldoorlog een pacifistische stemming heerste, kwamen in maart 1954 grootschalige anti-nucleaire protesten op gang, in de nasleep van het Lucky Dragon-incident, waarbij een bemanningslid van een vissersboot overleed aan stralingsziekte als gevolg van Castle Bravo, de eerste Amerikaanse kernproef met een waterstofbom.
In augustus 1955 vond de eerste bijeenkomst plaats in een reeks “Wereldconferenties tegen Atoom- en Waterstofbommen”, met ongeveer 3000 deelnemers uit Japan en andere landen. Aan het eind van de jaren 1950 en het begin van de jaren 1960 kwam ook in andere landen een protestbeweging tegen kernwapens op gang, vaak in het kader van de algemene vredesbeweging.
In België en Nederland rees in de jaren ‘80 protest tegen de plaatsing van kernraketten, in het kader van het NAVO-dubbelbesluit. Kernwapens lagen naar verluidt echter al sinds de jaren ‘60 opgeslagen in Kleine-Brogel, Limburg. Het kernwapenprotest werd in Nederland vooral gecoördineerd door het Interkerkelijk Vredesberaad, in Vlaanderen door het Vlaams Aktiekomitee tegen Atoomwapens.
Kernproeven spraken sterk tot de verbeelding, en waren het thema van reportages en documentaires, of leverden inspiratie voor een reeks films, waaronder Godzilla.